# Irdjen
Irdjen (Irjen en kabyle) est une commune de Kabylie, de la wilaya de Tizi Ouzou en Algérie, localisée à 20 km au sud-est de Tizi Ouzou.

## Géographie

### Situation
Le territoire de la commune d'Irdjen est située au centre de la wilaya de Tizi-Ouzou.
| Tizi Ouzou  | Tizi Rached | Tizi Rached         |
| Beni Aïssi  | Irdjen      | Larbaâ Nath Irathen |
| Beni Douala | Aït Mahmoud | Larbaâ Nath Irathen |

### Relief, géologie, hydrographie et histoire
La commune d'Irjen représente la fraction la plus basse de la confédération des Aït Iraten, en termes d'altitude, étendue depuis la vallée du Sébaou jusqu'à la crête culminante de Waylal, située à 700 m d'altitude. Elle se compose de onze villages.
Son relief heurté présente une crête ascendante vers le Sud. Les villages, en dehors de Tamazirt et d'At Sa3d-ou-Zeggane implantés sur l'arête que traverse la RN 15, toutes les autres agglomérations appartenant à la tribu des At Irjen sont accrochées aux flancs de la montagne, de part et d'autre de |l'ex- Route Impériale de Kabylie}, construite par le génie français au moment de l'âpre conquête coloniale de 1857. C'est un axe central étroit, en lacets qui relie Issiakhen Oumeddour et Bouira via l'agglomération montagneuse de Aïn El Hammam et le col de Tirourda (l'endroit des avalanches).
La première école érigée en Kabylie y fut ouverte au village de Tamazirt, en 1874. At Irjen ont donné des berbérisants de renom tels Amar-ou-Saïd Boulifa, Mohand Saïd Lechani et Salem Chaker qui ont popularisé leur parler; et s'illustrèrent militairement durant la guerre de libération par plusieurs officiers : Saïd Hadni, Ahcène Mahiouz, Amar Lazri et Belaïd Grib.
En 1957, la compagnie de Tirailleurs sénégalais stationnée à la gendarmerie de Tamazirt fut responsable du massacre du village d'Aït Saïd Ouzegane en représailles à une embuscade des maquisards ALN de la région .
Le barrage de Taqsebt qui alimente les wilayas de Tizi Ouzou, Alger, Boumerdès et Blida en eau potable y a été construit sur des vestiges romains anciens, mis au jour par la mission Aucapitaine.

### Villages de la commune
Lors du découpage administratif de 1984, la commune d'Irdjen est composée des localités suivantes :
- Oued Aïssi (Asif n At Ɛisi);
- Adeni (Ɛedni), village de piémont exposé au Nord, entre plaine du Sébaou et la montagne. Il se compose de cinq hameaux : Agadir (qui signifie « le rempart », par rapport à son contrebas du côté de l'Asif Aɛisi, le plus important affluent du Sebaou et sur lequel se trouve le barrage Taqsebt - citadelle)[réf. nécessaire], Lǧemeɛ (le nom est à interpréter comme étant le relais, le centre convergeant), Mestiga (tiré du latin « Mystica », « mysticum », « mysticus » signifiant « mystique », "relatif aux mystères" ou "sacré" dans un sens religieux ou rituel, emprunté au grec μυστικός , mystikos)[3], Taɣanimt (le figuier en raison de son abondance autrefois en l'endroit dudit hameau), Vechaɛcha (escamotage du terme Mebla Ca3ca3 : qui signifie sans lumière, pour souligner l'humidité qui règne à son implantation, devenu avec l'usage, pour faciliter: Beccaɛcaɛ)[réf. nécessaire] ;
- Bouilef (Vuyilef), village de plaine fondé au début des années 1950. Vuyilef compte aujourd'hui un peu plus de 400 habitants[réf. nécessaire] ;
- Tala Mahriz (Tala Meḥriz) ; village situé entre celui d'Ibahlal et celui de Tala Amara qui relève, depuis quelques décennies,  de la commune limitrophe de Tizi Rached
- Bousmahel (Vusmaḥel), village de plaine ;
- Ibahlal, village au pied d'un ruisseau éponyme en contrebas de Tamazirt ;
- Boudjelil (Vujlil), village en contrebas de Tamazirt ;
- Tamazirt, chef-lieu de la commune ;
- Aït Helli (At Ḥelli) ;
- Aït Yakoub (At Yeɛquv) ;
- Aït Hague (At Ḥeg) ;
- Aït Saïd Ouzeguen (At Saɛid Uzeggan), le plus haut village de la commune avec sa crête Waylal qui culmine à 700m d'altitude ;

## Toponymie
Le nom d'At Iraten provient de la tribu éponyme; qui signifie étymologiquement « ceux des lions. »

## Économie
La région de moyenne montagne est essentiellement agraire, on y trouve beaucoup d'oliviers, des figuiers et des cerisiers.
Le petit commerce de proximité complète les revenus économiques modestes du territoire.

## Personnalités liées à la commune
- Amar-ou-Said Boulifa (vers 1865-1931).
- Mohand Said Lechani (1893-1985).
- Said Hadni (1917-1957).
- Belaïd Grib
- Ahcène Mahiouz
- Mohamed Djeffal
- Mohammed Dekkal dit Idir (1926-1960)
- Hadni Mohamed Ameziane (1921-1991). Militant indépendantiste, régional à la fédération de France et cadre permanent du FLN de 1957-1962. Plusieurs fois incarcéré en France pendant la guerre d'Algérie.
- Mustapha Hadni, homme politique et auteur de plusieurs contributions historiques et politiques.